# Matanza del Jueves de Corpus

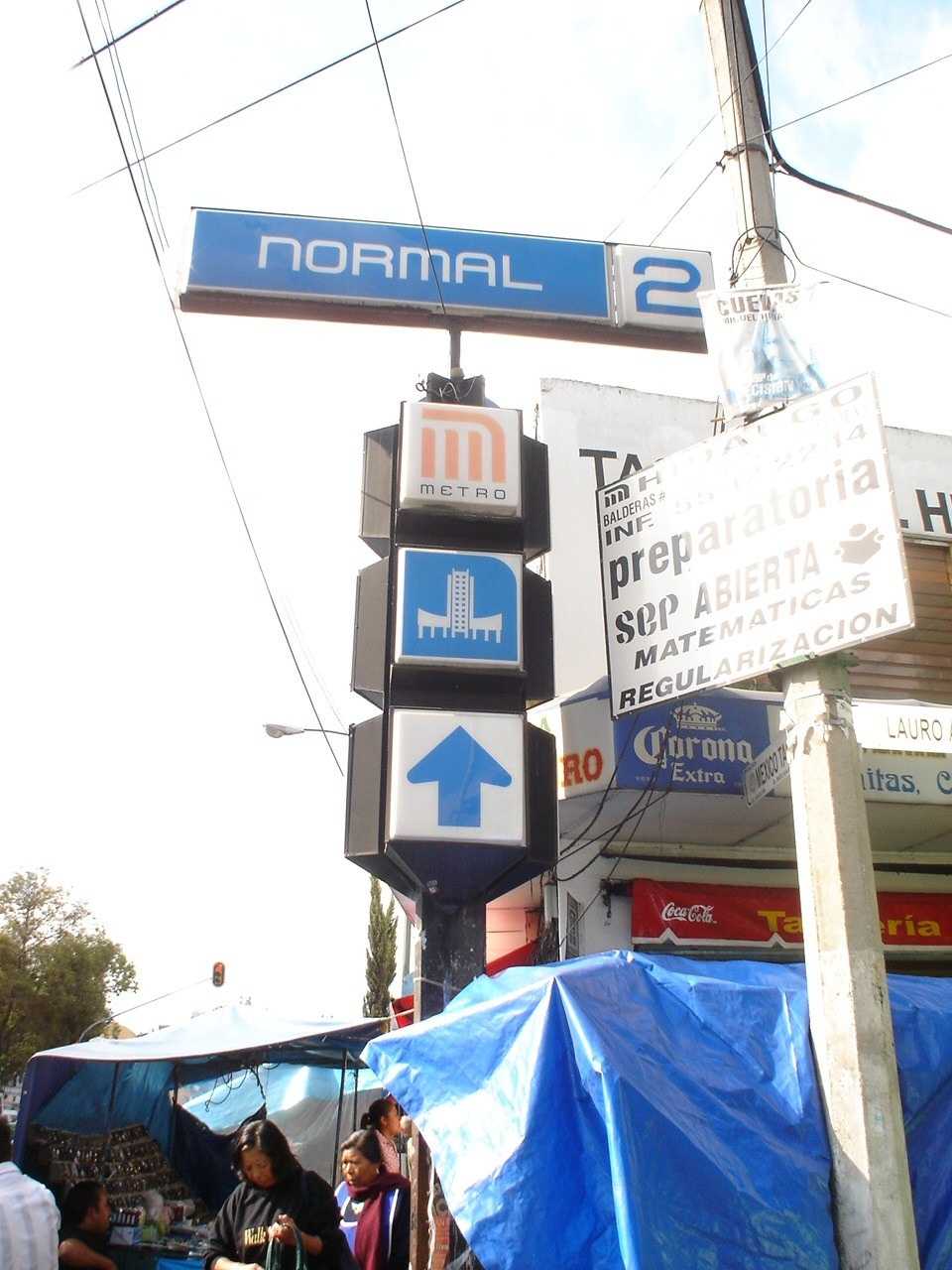
Las calles aledañas a la Estación Normal del Metro de la Ciudad de México fueron escenario de El Halconazo, nombre con el que se conoce la Matanza del Jueves de Corpus de 1971 en el Distrito Federal.

La Matanza del Jueves de Corpus (también, la masacre de Corpus Christi o El Halconazo) es el conjunto de hechos ocurridos en la Ciudad de México el 10 de junio de 1971 —día de la festividad de Corpus Christi, de donde tiene origen el nombre coloquial de la matanza—, cuando, por órdenes del gobierno de México, una manifestación en apoyo a los estudiantes de Monterrey y en oposición al gobierno de Luis Echeverría Álvarez que se dirigía de la Escuela Nacional de Ciencias Biológicas del Instituto Politécnico Nacional (IPN) en el Casco de Santo Tomás al Monumento a la Revolución, fue reprimida violentamente por un estimado de 1 000 integrantes del grupo paramilitar al servicio del Estado llamado Los Halcones, apoyados por servidores públicos del Departamento del Distrito Federal (DDF), la Policía de la Ciudad de México, su Agrupamiento de Granaderos, así como agentes de la Dirección Federal de Seguridad de la Secretaría de Gobernación, la Policía Federal de Caminos y soldados del Estado Mayor Presidencial (EMP) del Ejército Mexicano en la Calzada México-Tacuba al cruce con la avenida de los Maestros, en la colonia Tlaxpana de la hoy alcaldía Miguel Hidalgo, en la Ciudad de México.
Antes y durante los hechos, los perpetradores cometieron, además de los asesinatos, delitos como detenciones ilegales, maltratos, torturas, persecuciones, desapariciones forzadas, espionaje, criminalización, homicidios y ejecuciones extrajudiciales; el Estado coercionó la libertad de expresión y sostuvo a través de los medios masivos de comunicación controlados por el gobierno una campaña de desprestigio y descrédito a la oposición del gobierno echeverrista y la pretensión de la colocación de la versión oficial en la sociedad que ponía, en oposición, al gobierno como una víctima de los hechos.
En la matanza fueron asesinadas a tiros y a golpes más de 225 personas, en su mayoría jóvenes estudiantes manifestantes de entre 14 y 22 años contando participantes del Movimiento de 1968, así como testigos de los hechos. Los perpetradores dejaron, además, un número indeterminado de heridos incluyendo a periodistas y fotógrafos de México y otros países —con el fin de que los hechos no fueran conocidos o registrados— y participantes de la marcha que fueron salvados de la muerte por vecinos de las colonias aledañas Un Hogar Para Nosotros, Santo Tomás, Agricultura, Plutarco Elías Calles, Tlaxpana, Santa Julia, Atlampa, Tlatilco, San Rafael y Santa María la Ribera, colonias hasta donde se extendió la persecución y los hechos de violencia la noche del 10 de junio. Otros heridos identificados como participantes de la marcha fueron asesinados («rematados») o secuestrados por Halcones y miembros de la DFS mientras se encontraban en atención en hospitales cercanos como el Rubén Leñero.
Veinte años después, la Fiscalía Especial para Movimientos Sociales y Políticos del Pasado (FEMOSPP) atribuyó la responsabilidad intelectual de la matanza al entonces presidente del país, Luis Echeverría Álvarez —quien buscaba dar con la matanza un «escarmiento» a sus opositores de izquierda— e involucró a su círculo cercano como el secretario de Gobernación, Mario Moya Palencia, el secretario de la Defensa Hermenegildo Cuenca Díaz y el director del EMP, Alfonso Corona del Rosal así como el entonces regente de la Ciudad de México, Alfonso Martínez Domínguez y el Jefe de la Policía, el también militar Rogelio Flores Curiel. Fue activa la asesoría del gobierno de los Estados Unidos en el entrenamiento de oficiales de primer orden a cargo del grupo paramilitar y de la Agencia Central de Inteligencia (CIA), quien tuvo conocimiento permanente de los hechos; igualmente el gobierno realizó un registro documental de la matanza a través de la Dirección General de Investigaciones Políticas y Sociales de la Secretaría de Gobernación.
Pese a la labor de censura gubernamental, algunas fotografías de la masacre fueron salvadas de la destrucción y publicadas por medios de comunicación, indignados por el ataque de los Halcones a sus empleados y colegas; igualmente, agencias internacionales fuera del control oficial mexicano mostraron las fotografías y reportaron el contubernio entre los paramilitares y la policía en el ataque. Echeverría negó públicamente la autoría de los hechos y ordenó en consecuencia la renuncia a sus cargos de Alfonso Martínez Domínguez —apodado popularmente desde entonces como Halconso— y Flores Curiel sin ser procesados ni juzgados ningunos otros responsables de los hechos pese a que el gobierno ordenó una investigación que no tuvo conclusiones, en una labor de Estado de negación del acceso a la justicia a los familiares de las víctimas. Como consecuencia de la matanza, algunos grupos de izquierda participantes de la organización de la marcha abandonaron la vía pacífica de lucha social y optaron por la clandestinidad y la opción armada, formando grupos guerrilleros.
Por la matanza fueron acusados de genocidio en 2002 Luis Echeverría Álvarez, Mario Augusto José Moya y Palencia, Luis de la Barrera Moreno, Miguel Nazar Haro, José Antonio González Aleo, Manuel Díaz Escobar Figueroa, alias «el Maestro» o «El comandante», Rafael Delgado Reyes, «el Raffles», Sergio San Martín Arrieta, «el Guatusi», Alejandro Eleazar Barrón Rivera, Sergio Mario Romero Ramírez «el Fish», y Víctor Manuel Flores Reyes, «el Coreano»; acusaciones que quedaron establecidas en la causa PGR/FEMOSPP/011/2002. 
El 2 de julio de 2002 Echeverría se convirtió en el primer expresidente mexicano citado a declarar ante la justicia mexicana por este y otros casos, falleciendo en libertad con reservas de ley en su domicilio con las causas penales en su contra.

## Contexto
El Estado Mexicano, controlado por los gobiernos sucesivos del Partido de la Revolución Mexicana (PRM), a la postre el Partido Revolucionario Institucional (PRI) convertido en un partido hegemónico desde 1929, hizo uso del terrorismo de Estado como una de las formas de represión a los grupos disidentes y opositores y de consolidación de su propio poder. Entre las principales estrategias de este terrorismo se encontró la comisión de delitos como masacres, asesinatos, torturas, desapariciones forzadas, encarcelamientos sin debido proceso, persecución y espionaje, entre otros.
Es así que el propio ascenso del militar Manuel Ávila Camacho en 1940 se vio marcado por violencia donde pistoleros asesinaron a un estimado de 40 simpatizantes de Juan Andreu Almazán, ex revolucionario y candidato de extrema derecha, el 7 de julio de ese año. El 2 de enero de 1946 elementos del Ejército Mexicano cometieron la masacre de León, en donde fueron asesinados cerca de 40 simpatizantes de la Unión Cívica Leonesa, un partido de derecha opositor al PRM que apoyó al candidato Carlos A. Obregón. El 4 de marzo de 1942, ante un intento de privatizar la educación y reducir el gasto educativo por Ávila Camacho, policías y bomberos reprimieron protestas en el centro de la Ciudad de México en donde murieron cuatro estudiantes.
Líderes obreros de izquierda opositores al PRI que encabezaron movimientos democratizadores como Valentín Campa y Demetrio Vallejo, fueron encarcelados injustamente y sus simpatizantes asesinados y perseguidos, en 1946 y 1958, respectivamente. En 1952 nuevamente el PRI repite la fórmula de la represión a Andreu Almazán ante una jornada electoral, y reprime violentamente una manifestación en la Alameda Central en pro del candidato opositor Miguel Henríquez Guzmán el 7 de julio de ese año. En 1956 una huelga estudiantil en el IPN fue reprimida por la Operación P a cargo del Ejército Mexicano, el 23 de septiembre de 1956 provocando una oleada represiva de encarcelamientos injustos a los huelguistas. Hacia 1958 el gobierno del entonces presidente Adolfo Ruiz Cortines enfrenta la mayor crisis sectorial suscitada a un gobierno del PRI, que involucró a grupos de izquierda disidentes de sindicatos como los ferrocarriles, los telégrafos, la electricidad, el petróleo y el sector estudiantil, mismas que fueron reprimidas con violencia. El 2 de septiembre de 1958 el gobierno disuelve violentamente el movimiento magisterial y encarcela injustamente a Othón Salazar. En 1959 ya con Adolfo López Mateos en el poder, el Estado reprime autoritariamente el movimiento democratizador de Demetrio Vallejo, a quien encarcela; en 1962 el líder campesino morelense Rubén Jaramillo y su familia fueron asesinados sumariamente por soldados del Ejército Mexicano.
Con este historial represivo y autoritario, a partir de los años 60 con López Mateos y Díaz Ordaz se consolida el terrorismo de Estado virando hacia un nivel de violencia que directamente buscaba la aniquilación y separación de la vida política y social a los grupos disidentes y opositores. Previo a ordenar el exterminio del movimiento de 1968 en el centro del país, Díaz Ordaz ordenó la represión del movimiento médico de 1965, así como de huelgas y paros estudiantiles en Michoacán y Nuevo León en 1966, en Tamaulipas, Sonora y Chihuahua el siguiente año y en Tabasco, también en 68.

## Antecedentes
Tras el Movimiento de 1968 y su desenlace fatal el 2 de octubre de 1968 en la plaza de las Tres Culturas de Tlatelolco, el movimiento social de oposición a los gobiernos del PRI —integrado por estudiantes, obreros, sindicatos y otros colectivos sociales de izquierda— es debilitado pero no extinto. Tanto los principales líderes como decenas de participantes en los hechos de Tlatelolco que no fueron asesinados o heridos, fueron acusados de delitos como daño en propiedad ajena, ataques a las vías de comunicación, asociación delictuosa, robo, despojo, acopio de armas, homicidio, lesiones contra agentes de la autoridad, falsificación de documentos, sedición e incitación a la rebelión.; todo ello en una estrategia ideada desde el Estado Mexicano para ocultar los hechos de Tlatelolco y obstruir el acceso a la justicia a las víctimas.
Desde sus primeros días de gobierno, el presidente Luis Echeverría Álvarez anunció reformas de apertura democrática en el país. Inmediatamente permitió el regreso de algunos líderes del movimiento estudiantil de 1968 exiliados en Chile y la excarcelación de muchos otros presos desde hacía dos años (en abril de 1971, la prensa habló de próximas reformas educativas y pronto resurgieron en el ámbito político personajes como José Revueltas y Heberto Castillo, encarcelados dos años y medio atrás).[cita requerida]
Los estudiantes estaban entusiasmados y creyeron que habría oportunidades para regresar a las calles a manifestarse en contra del gobierno. El conflicto en la Universidad Autónoma de Nuevo León les dio una razón más para hacerlo: a finales de 1970, profesores y estudiantes de la universidad presentaron una ley orgánica que proponía un gobierno paritario, y el 20 de febrero de 1971 llegó Héctor Ulises Leal Flores a la rectoría bajo esta nueva ley.[cita requerida]
El gobierno estatal, en desacuerdo, redujo drásticamente el presupuesto, lo que disgustó a los universitarios, y obligó al Consejo Universitario a aprobar un nuevo proyecto de ley que prácticamente suprimía la autonomía de la institución. Los universitarios comenzaron una huelga y se pidió solidaridad a las demás universidades del país. La Universidad Nacional Autónoma de México y el Instituto Politécnico Nacional inmediatamente respondieron y los estudiantes convocaron a una manifestación masiva en apoyo a Nuevo León el día 10 de junio.
El 30 de mayo, el gobernador de Nuevo León, Eduardo A. Elizondo Lozano, renunció como parte del programa de conciliación de la Secretaría de Educación Pública, y el 5 de junio entró en vigor una nueva ley orgánica que resolvía el conflicto. Los estudiantes capitalinos, pese a ello, decidieron manifestarse, aun cuando las demandas no eran claras. El Comité Coordinador de Comités de Lucha (CoCo) estaba dividido; había quienes pensaban que la marcha era inútil y sólo provocaría al gobierno, sin embargo, la mayoría la apoyó arguyendo que había muchos problemas más sin resolver. Se pedían desde 500 millas de mar territorial hasta efectividad en la apertura democrática prometida por Echeverría. Era, además, una oportunidad para que el gobierno mostrara que no sería represor como el anterior (véase Gustavo Díaz Ordaz). En los días previos a la manifestación, muchos agentes policiacos comenzaron a patrullar los alrededores del Casco de Santo Tomás.

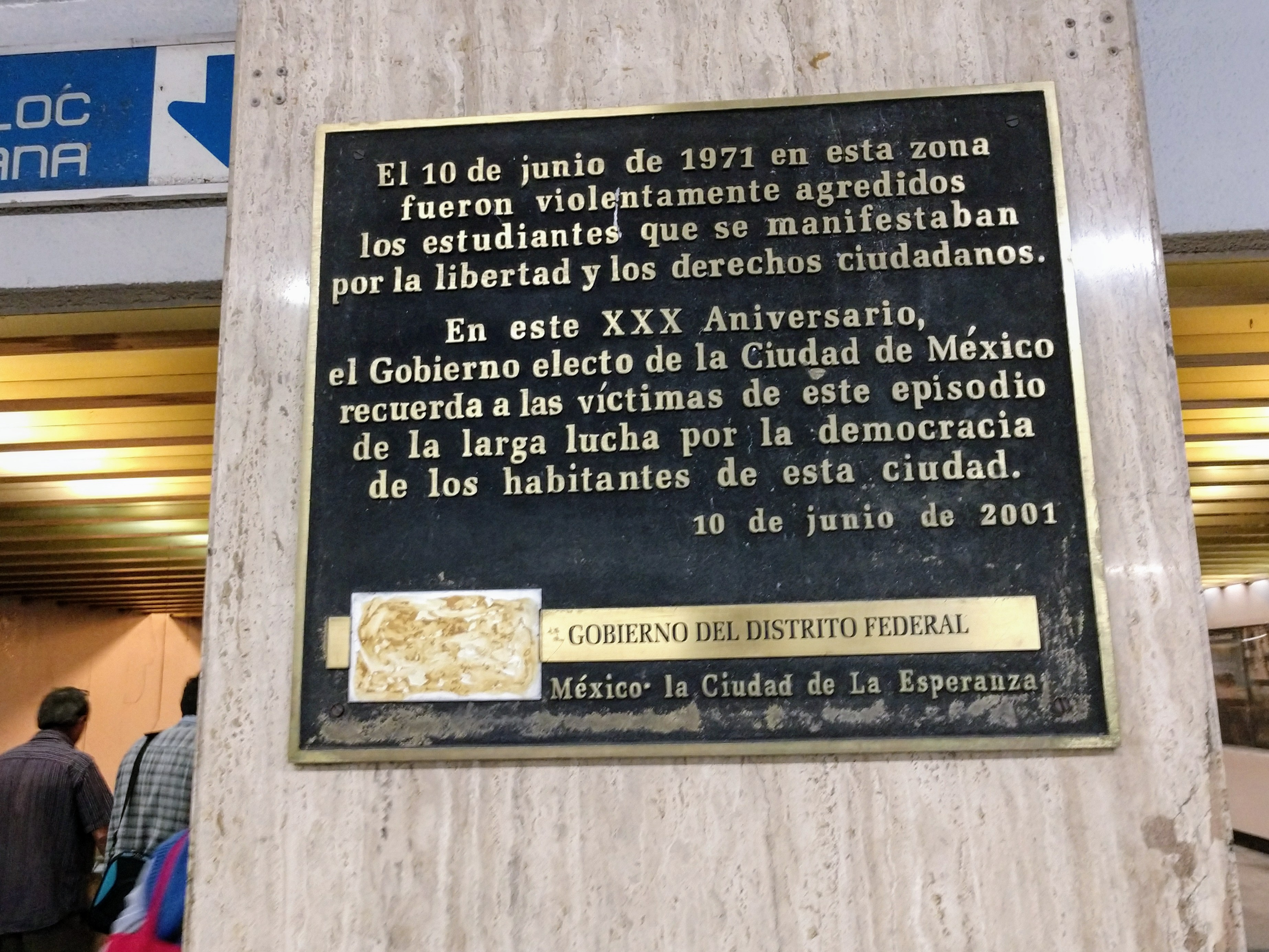
Placa conmemorativa del Gobierno de la Ciudad de México, develada en el 2001.

## El 10 de junio
La marcha comenzaría en el Casco de Santo Tomás y recorrería la avenida Manuel Carpio y la avenida de los Maestros, saldría a la calzada México-Tacuba y se dirigiría finalmente al Zócalo capitalino. Las calles que desembocan en la avenida de los Maestros estaban bloqueadas por granaderos y agentes policiacos, los cuales impidieron el paso de los estudiantes. Asimismo, también había tanques antimotines a lo largo de la avenida Melchor Ocampo, junto con transportes del Ejército, que se ubicaban cerca del Colegio Militar, y transportes de granaderos en un enorme contingente policíaco en el cruce del Circuito Interior Melchor Ocampo y avenida Ribera de San Cosme.
Un grupo de choque entrenado por la Dirección Federal de Seguridad y la CIA, conocido como "Los Halcones", que llegó en camiones y en camionetas grises y transportes de granaderos, atacaron brutalmente a los estudiantes desde las calles aledañas a la avenida de los Maestros después de que los granaderos abrieron sus filas. Los paramilitares venían armados con varas de bambú, palos de kendo y porras, por lo que en un principio fueron fácilmente repelidos por los estudiantes. En un contraataque, los Halcones agredieron a los manifestantes una vez más, esta vez no sólo con sus garrotes, sino con armas de fuego de alto calibre. Los estudiantes, por su parte, intentaron inútilmente esconderse de los jóvenes armados. La policía no intervino y permaneció como espectadora, permitiendo la masacre.
El tiroteo se prolongó por varios minutos, durante los cuales algunos transportes daban apoyo logístico al grupo paramilitar, dotándolo con armas y transportes improvisados, como automóviles privados, camionetas, patrullas policíacas e incluso una ambulancia de la Cruz Verde. Los heridos fueron llevados al Hospital Rubén Leñero, pero fue inútil, pues los Halcones llegaron al nosocomio y allí dieron remate a los jóvenes aún en el quirófano, además de intimidar a los internos y al personal médico. El número de muertos fue cercano a 120, entre ellos un muchacho de catorce años: Jorge Callejas Contreras.
Esa misma noche, elementos del ejército resguardaron el Palacio Nacional y el entonces presidente, Luis Echeverría, anunció una investigación sobre la matanza y afirmó que castigarían a los culpables. Alfonso Martínez Domínguez, regente de la ciudad, y Julio Sánchez Vargas, procurador general, negaron que hubiera Halcones, y los jefes policíacos culparon a los estudiantes de haber creado grupos extremistas dentro de su propio movimiento, quienes finalmente habrían atacado a sus compañeros. Pasó una semana hasta que el coronel Manuel Díaz Escobar (entonces subdirector de Servicios Generales del Departamento del Distrito Federal) aceptó que los había, pero no los involucró en la masacre.
El alto número de periodistas agredidos y de evidencia gráfica de los sucesos logró que la prensa contradijera la versión oficial del gobierno y aceptara la existencia del grupo. Alfonso Martínez Domínguez entregó su renuncia a Echeverría el 15 de junio, pues estaba convencido de que los manifestantes habían sido provocados, entre otras cosas, para que el gobierno tuviera un pretexto y se deshiciera de él. Así y todo, durante años, Martínez Domínguez recibió el apodo popular de "don Halconso" (se le conocía como don Alfonso), en alusión a la Matanza del Jueves de Corpus.
El terrible saldo de la manifestación desanimó a muchos estudiantes, pero también propició que se radicalizaran otros más, quienes más tarde formarían parte de las organizaciones guerrilleras urbanas. Los estudiantes en 1971 demandaban especialmente la democratización de la enseñanza, el control del presupuesto universitario por los alumnos y profesores y que éste representara un 12% del PIB, así como libertad política donde obreros, campesinos, estudiantes e intelectuales gozaran de libertades democráticas reales y controlaran el régimen social; educación de calidad para todos, en especial para campesinos y obreros, y mayor importancia y respeto a la diversidad cultural mexicana; estricta apertura democrática, apoyo a la vida política sindical de los obreros y fin de la represión por parte del gobierno. Estas y otras expresiones de la oposición empezarían a canalizarse años después a través de la Reforma política de 1977, impulsada por José López-Portillo desde las entrañas del régimen y que terminaría con la razón de ser de las guerrillas y la clandestinidad política.[cita requerida]

## Los Halcones
Los Halcones fueron un grupo de choque creado a finales de los años 60 para evitar otro movimiento popular grande como el movimiento estudiantil en México de 1968. Su primera participación fue el 2 de octubre de 1969, en el primer aniversario de la masacre de Tlatelolco. El gobierno informó que en la capital habría un destacamento especial creado para la seguridad del recién inaugurado Metro de la Ciudad de México. El pueblo, desde luego, ignoraba el verdadero nombre del grupo de choque y más aún su verdadero propósito. Se cree que su líder fue Miguel Nazar Haro, quien torturó al fotógrafo Lenin Salgado. Este era el policía político de Echeverría. 
Los integrantes de los Halcones eran identificados con apodos y sus integrantes eran muy variados. Los más jóvenes provenían de clubes deportivos. Otros eran "porros" de las universidades, creados para contrarrestar y vigilar a los estudiantes de tendencia izquierdista (después del Halconazo, su número se incrementó exponencialmente); algunos eran militares, los cuales eran referidos con el mote de "profesores" o "paisanos" (estos últimos tenían a su mando a decenas de Halcones, y la gran mayoría eran "veteranos" de la matanza de Tlatelolco) y otros más, pandilleros que fueron liberados de las cárceles de la ciudad con la promesa de tener un sueldo mayor si se unían al destacamento paramilitar.
Hasta el día de hoy se desconoce si hay infiltración de halcones en las escuelas, aunque se rumora que las organizaciones de "porros" son grupos de choque patrocinados por personalidades políticas. Además, existe una leyenda urbana que afirma que los integrantes de este grupo fueron recompensados con el otorgamiento de plazas laborales dentro del (en ese entonces recién creado) Sistema de Transporte Colectivo Metro para ocultar su identidad [cita requerida].

## Caso legal y Consecuencias

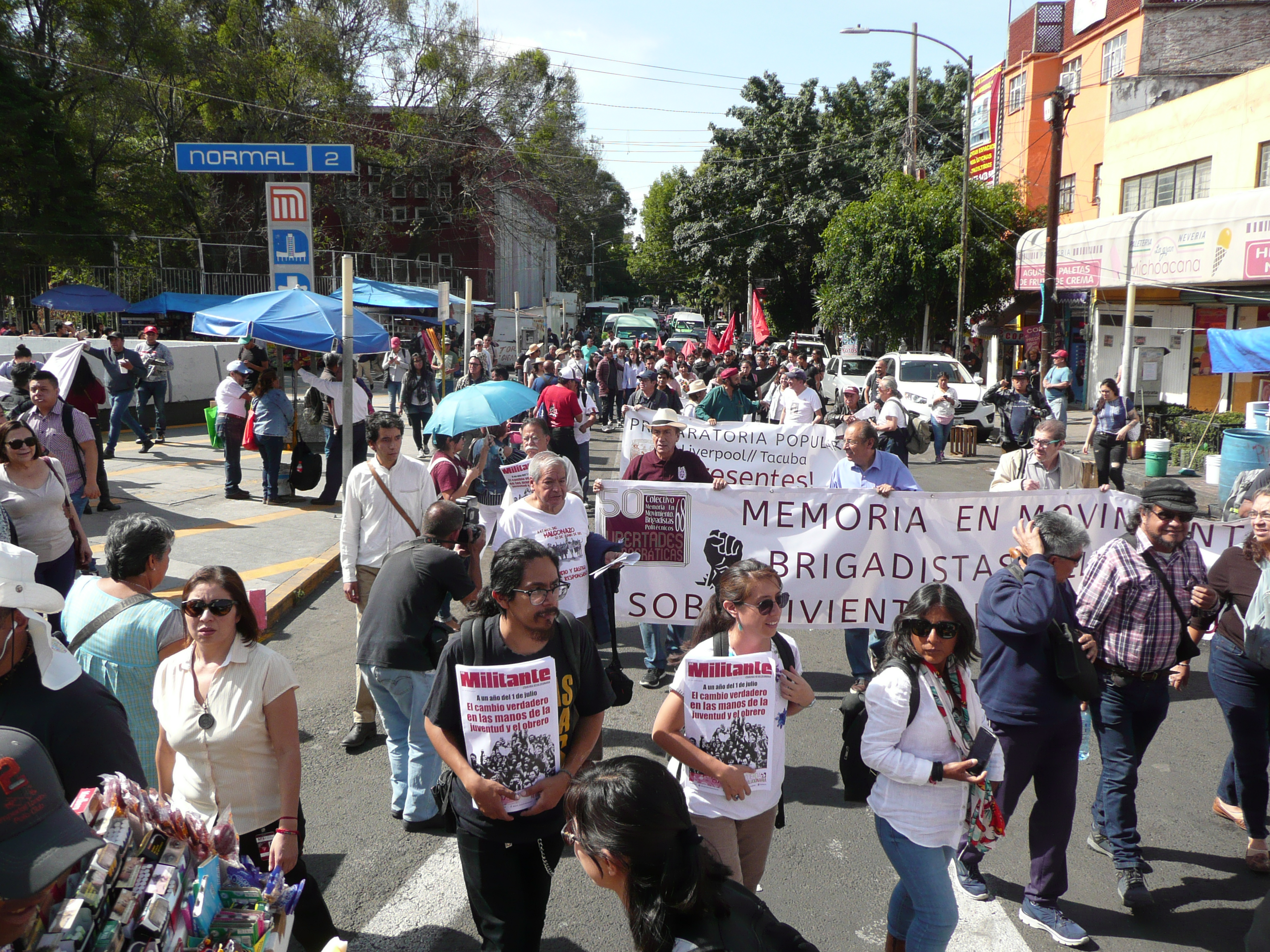
Manifestantes en la marcha conmemorativa del 48 aniversario de El Halconazo, 2019.

Durante años, varios grupos guerrilleros hicieron hincapié e incluso llegaron a clamar ataques para "vengar" a las víctimas de la masacre, lo que era una justificación para atentar contra la propiedad privada o las fuerzas gubernamentales. 
En 2005 se debatió en México si los delitos cometidos en este hecho deberían considerarse prescritos o si podían ser aún juzgados los responsables eventuales, ya que para algunos la responsabilidad de Echeverría nunca se aclaró, por estar protegido por la ley.
El 29 de noviembre de 2006, se declaró responsable a Luis Echeverría Álvarez, así como su formal prisión por estos hechos, revocando la decisión previa del 8 de julio que había declarado prescritos los delitos de genocidio. En el 2009, Luis Echeverría fue exonerado, al no encontrarse suficientes pruebas en su contra.[cita requerida]